# Hilário (príncipe)
Hilário (em latim: Hilarius) foi um oficial romano do século IV, ativo sob os imperadores Constantino (r. 306–337) e Licínio (r. 308–324). Aparece nas fontes em 315 quando, servindo como príncipe dos ofícios, entregou ao vigário da África Domício Celso carta emitida pelos prefeitos pretorianos Petrônio Aniano e Júlio Juliano em Augusta dos Tréveros (atual Tréveris). O documento foi datado em 28 de abril.